# 波茨維爾懸崖
波茨維爾懸崖（英語：Pottsville Escarpment）是美國肯塔基州東部的一條堅固的砂岩帶，由懸崖和陡峭、狹窄的山谷組成。波茨維爾懸崖以岩棚、瀑布和天然拱為特色。它也被稱為坎伯蘭懸崖，形成坎伯蘭高原西側的邊緣。
波茨維爾懸崖主要位於丹尼爾·布恩國家森林內，其最初的區域包括這片崎嶇的土地。
肯塔基州的幾個重要自然區域位於波茨維爾懸崖區內。其中包括紅河峽谷地質區、天然橋州立公園、坎伯蘭瀑布、大南福克國家休閒區等。